# Regiony Nepalu

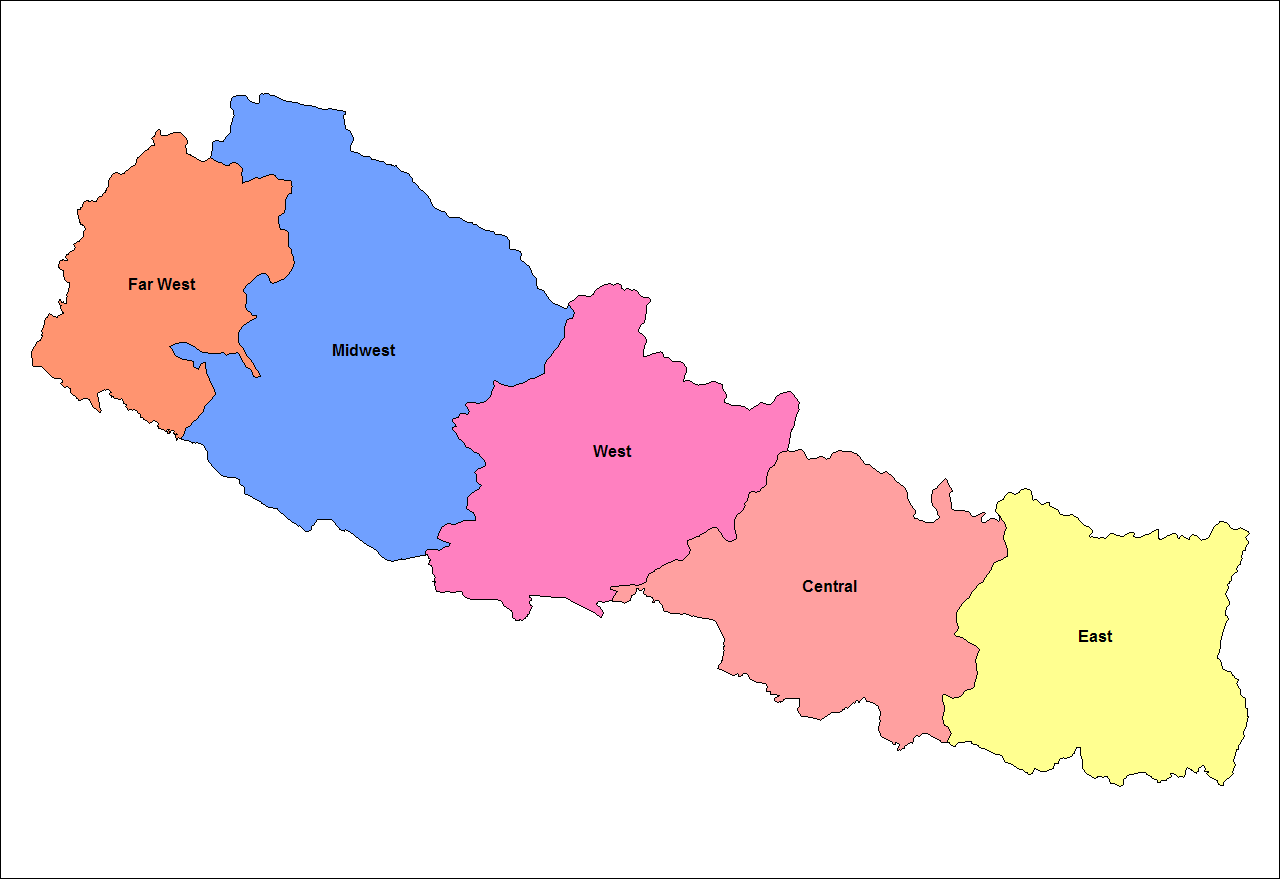
Podział Nepalu na regiony

Nepal administracyjnie podzielony jest na pięć regionów (nep. विकास क्षेत्र - wikas kszetr). Regiony te dzielą się na 14 stref (अञ्चल - ańćal), które dzielą się dalej na 75 dystryktów (जिल्ला). 
Regiony Nepalu to:
- Madhyamańćal Wikas Kszetr (nep. मध्यमाञ्चल) ze stolicą w Katmandu;
- Sudur-Paśćimańćal Wikas Kszetr (nep. सुदुर पश्चिमाञ्चल) ze stolicą w Dīpāyala;
- Madhja-Paśćimańćal Wikas Kszetr (nep. मध्य पश्चिमाञ्चल) ze stolicą w Bīrendranagara;
- Purwańćal Wikas Kszetr (nep. पुर्वाञ्चल) ze stolicą w Dhanakuṭa;
- Paśćimańćal Wikas Kszetr (nep. पश्चिमाञ्चल) ze stolicą w Pokhara.